# 新世界出版社
新世界出版社是一家中華人民共和國国家级综合出版社，1951年在北京市成立，現屬於中國國際出版集團。
該出版社已經出版了超過5000種書目，在1997年以前只出版外文書，2002年以後則專門出版中文書。2001年销售收入400多万元人民幣，2010年销售收入达1.36亿元人民幣。
該出版社原屬中國外文出版發行事業局，業務方針由中共中央宣傳部領導。2001年，外文局局长蔡名照停止政府对該出版社每年200万元人民幣的补贴，將其從政府對外宣傳單位推向市场；2010年，出版社正式转為企業。